# Jarosław Rola (psycholog)
Jarosław Andrzej Rola – polski psycholog, doktor habilitowany nauk humanistycznych w zakresie psychologii, prorektor Akademii Pedagogiki Specjalnej im. Marii Grzegorzewskiej w Warszawie, specjalista w zakresie psychologii klinicznej dziecka.

## Życiorys
Uzyskał stopień naukowy doktora. W 2005 na podstawie dorobku naukowego oraz rozprawy pt. Melancholia rodzinna. Psychologiczne uwarunkowania zaburzeń depresyjnych dzieci z niepełnosprawnością intelektualną uzyskał na Wydziale Psychologii Uniwersytetu Warszawskiego stopień doktora habilitowanego nauk humanistycznych w zakresie psychologii.
Został profesorem nadzwyczajnym Akademii Pedagogiki Specjalnej im. Marii Grzegorzewskiej w Warszawie. Był dziekanem Wydziału Stosowanych Nauk Społecznych tej uczelni. Wybrano go na stanowisko prorektora ds. Nauki APS.
W 2021 odznaczony Złotym Krzyżem Zasługi.